# Deserto e semi-deserto nubo-sindiano dell'Iran meridionale
Il deserto e semi-deserto nubo-sindiano dell'Iran meridionale è un'ecoregione dell'ecozona paleartica, definita dal WWF (codice ecoregione: PA1328).

## Territorio
L'area desertica che ricopre le regioni meridionali dell'Iran si estende dalle formazioni di mangrovie e dagli habitat costieri lungo il mar Arabico, a sud, verso nord-ovest, attraverso le pianure salate e il deserto iranico, fino alle montagne che si innalzano da esso. Gli animali che abitano queste steppe arbustive si sono adattati a vivere in condizioni ostili.

## Flora
Il paesaggio di questa ecoregione ricorda quello del Sud-ovest americano, con deserti dove allignano arbusti e terreni montuosi ricoperti da boschetti sparsi. La vegetazione è costituita qui da arbusti ed erba, gruppetti di alberi e da alcune chiazze di foresta sulle catene montuose. Nel deserto la temperatura al suolo può raggiungere i 43 °C durante il giorno, ma scendere fino a 10 °C di notte. Nonostante le severe condizioni climatiche e ambientali, risiede qui un numero sorprendente di animali. Sfortunatamente, questa ecoregione è molto poco conosciuta.

## Fauna
L'asino selvatico persiano (Equus hemionus onager) è soltanto una delle specie adattatesi alla vita nel deserto, affidandosi ad una dieta di erbe, piante erbacee e arbusti per provvedere al fabbisogno idrico di cui necessita. Sulle montagne, lo stambecco persiano (Capra aegagrus aegagrus), una sottospecie della capra selvatica, e l'urial del Luristan (Ovis orientalis laristanica), una sottospecie della pecora selvatica, abitano cenge rocciose. Questi agili arrampicatori di montagna sono gli antenati delle capre e delle pecore domestiche odierne. Molte specie di serpenti si spostano strisciando sul terreno, compreso il cobra del deserto iranico (Naja oxiana), lungo 90 cm, che vive nelle aree rocciose dando la caccia di notte a lucertole, topi e piccoli uccelli. L'ubara asiatica (Chlamydotis macqueenii) si ferma qui durante le sue migrazioni per rifornirsi di cibo e riposare. Altri animali diffusi in tutta l'ecoregione sono il lupo (Canis lupus), la gazzella jebeer (Gazella bennettii shikarii) e la iena striata (Hyaena hyaena), nonché molte specie di topi, gerbilli e criceti.

## Popolazione
La popolazione umana del deserto e semi-deserto nubo-sindiano dell'Iran meridionale è piuttosto ridotta e distribuita in modo irregolare, riflettendo le condizioni climatiche estreme e la scarsa disponibilità di acqua e risorse. Gli insediamenti sono concentrati soprattutto nelle oasi, lungo le valli fluviali, presso i pozzi, ai margini delle aree montuose o nelle aree costiere che si affacciano sul Golfo Persico e il mar Arabico. In queste zone, l'approvvigionamento idrico è assicurato da sorgenti, qanat (antichi sistemi di canalizzazione sotterranea) e pozzi artesiani.
Le principali città e centri abitati dell'ecoregione sono situati per lo più fuori dai settori desertici più aridi: porti e centri commerciali come Bandar Abbas, Jask e Minab sorgono lungo la costa meridionale, mentre piccoli villaggi agricoli e pastorali si trovano nelle zone interne. In generale, la densità di popolazione è molto bassa nelle aree desertiche vere e proprie, dove prevalgono forme di insediamento sparso, con comunità dedite tradizionalmente al nomadismo pastorale (allevamento di capre, pecore, dromedari), alla raccolta di prodotti spontanei, all'artigianato locale e a una limitata agricoltura irrigua praticata dove il suolo e l'acqua lo permettono.
In alcuni distretti montani, piccoli insediamenti si sviluppano in corrispondenza di sorgenti o su terrazze coltivate, mentre nelle aree più inospitali la presenza umana si riduce a poche famiglie di allevatori nomadi, stagionalmente mobili alla ricerca di pascoli per le greggi. Le tribù pastorali, come i Baluchi, i Qashqai e altri gruppi etnici locali, praticano ancora una forma di vita tradizionale legata alla transumanza.
Negli ultimi decenni, il processo di urbanizzazione, la costruzione di strade, l'aumento delle attività estrattive (cave di pietra, minerali, petrolio e gas lungo la costa) e l'espansione dei centri urbani e industriali hanno portato a una graduale trasformazione dell'assetto insediativo, favorendo il declino della vita nomade a vantaggio di una maggiore sedentarizzazione, soprattutto nelle aree costiere e nei pressi dei principali assi di comunicazione.
Nonostante queste trasformazioni, l'ecoregione rimane una delle più scarsamente popolate dell'Iran e dell'intera Asia sud-occidentale. L'ambiente ostile e la carenza di risorse idriche continuano a rappresentare il principale limite alla crescita e alla distribuzione degli insediamenti umani.

## Conservazione

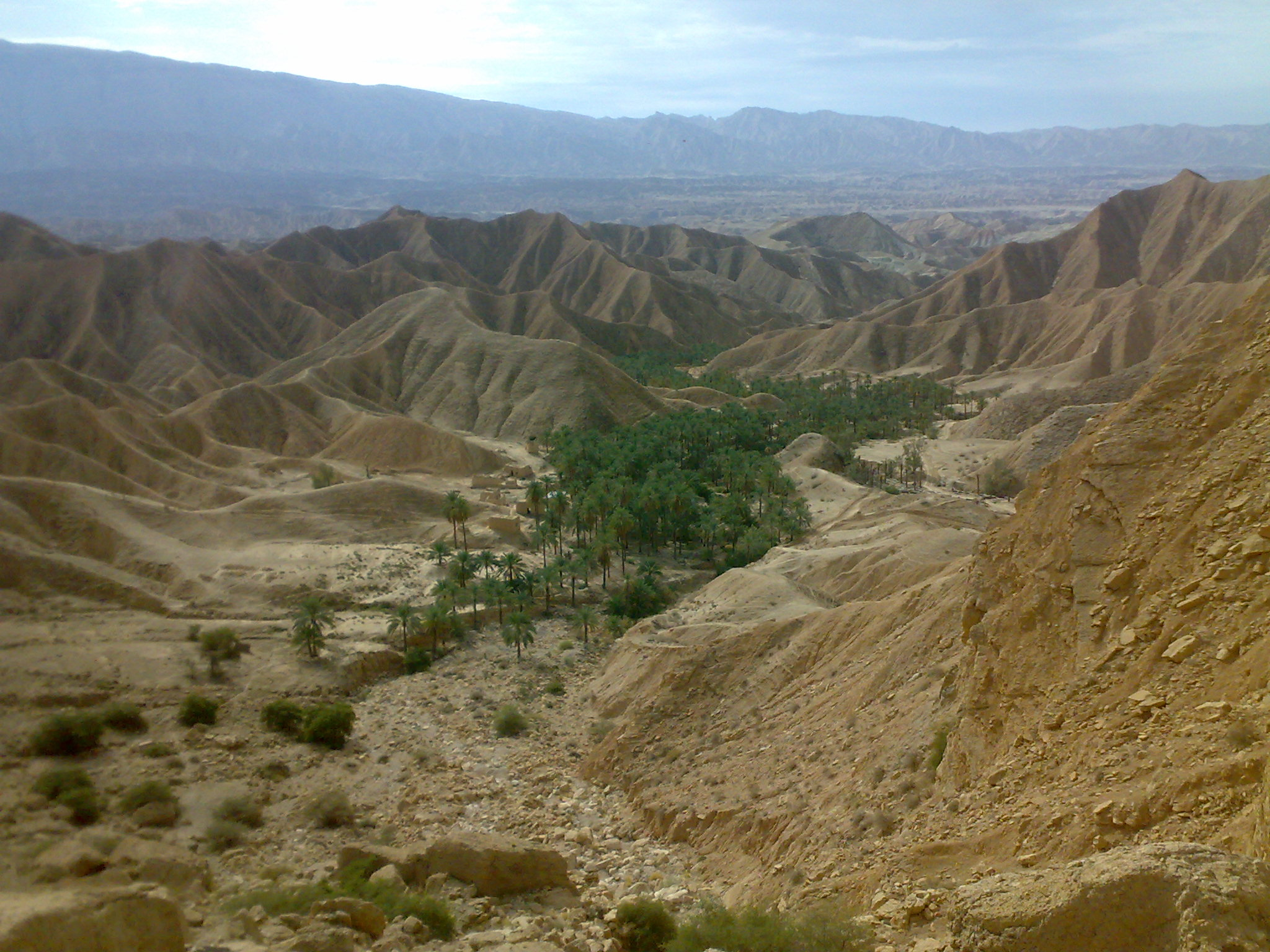
Paesaggio nella provincia di Bushehr, Iran

Questa ecoregione è in gran parte inaccessibile, ma la caccia illegale ad animali quali l'asino selvatico persiano, la jebeer, il lupo e lo stambecco persiano costituiscono una seria minaccia. In tutta l'ecoregione è aumentato il numero delle cave di pietra, e queste continueranno a essere una minaccia anche nel futuro.